# دان كرين
دان كرين هو طبيب أسنان وسياسي أمريكي، ولد في 10 يناير 1936 في شيكاغو في الولايات المتحدة، وتوفي في 28 مايو 2019 في دانفيل في الولايات المتحدة. نشط حزبياً في الحزب الجمهوري. وقد انتخب عضو مجلس النواب الأمريكي ‏.